# Motocyklowe Grand Prix Walencji
Motocyklowe Grand Prix Walencji – eliminacja Mistrzostw Świata Motocyklowych Mistrzostw Świata rozgrywana od 1999 roku. Wyścigi odbywają się na Circuit Ricardo Tormo (znany również jako Circuit de Valencia).

## Lista zwycięzców
| Rok  | Data              | MotoE        | MotoE        | Moto3          | Moto2          | MotoGP            |
| Rok  | Data              | Wyścig 1     | Wyścig 2     | Moto3          | Moto2          | MotoGP            |
| ---- | ----------------- | ------------ | ------------ | -------------- | -------------- | ----------------- |
| 2022 | 6 listopada 2022  |              |              | Izan Guevara   | Pedro Acosta   | Álex Rins         |
| 2021 | 14 listopada 2021 |              |              | Xavier Artigas | Raúl Fernández | Francesco Bagnaia |
| 2020 | 15 listopada 2020 |              |              | Tony Arbolino  | Jorge Martín   | Franco Morbidelli |
| 2019 | 17 listopada 2019 | Eric Granado | Eric Granado | Sergio García  | Brad Binder    | Marc Márquez      |

| Rok  | Data                 | Moto3              | Moto2            | MotoGP           |
| ---- | -------------------- | ------------------ | ---------------- | ---------------- |
| 2018 | 18 listopada 2018    | Can Öncü           | Miguel Oliveira  | Andrea Dovizioso |
| 2017 | 12 listopada 2017    | Jorge Martín       | Miguel Oliveira  | Dani Pedrosa     |
| 2016 | 13 listopada 2016    | Brad Binder        | Johann Zarco     | Jorge Lorenzo    |
| 2015 | 8 listopada 2015     | Miguel Oliveira    | Esteve Rabat     | Jorge Lorenzo    |
| 2014 | 9 listopada 2014     | Jack Miller        | Thomas Lüthi     | Marc Márquez     |
| 2013 | 10 listopada 2013    | Maverick Viñales   | Nicolás Terol    | Jorge Lorenzo    |
| 2012 | 11 listopada 2012    | Danny Kent         | Marc Márquez     | Dani Pedrosa     |
| Rok  | Data                 | 125 cm³            | Moto 2           | MotoGP           |
| 2011 | 6 listopada 2011     | Maverick Viñales   | Michele Pirro    | Casey Stoner     |
| 2010 | 7 listopada 2010     | Bradley Smith      | Karel Abraham    | Jorge Lorenzo    |
| Rok  | Data                 | 125 cm³            | 250 cm³          | MotoGP           |
| 2009 | 8 listopada 2009     | Julián Simón       | Héctor Barberá   | Daniel Pedrosa   |
| 2008 | 26 października 2008 | Simone Corsi       | Marco Simoncelli | Casey Stoner     |
| 2007 | 4 listopada 2007     | Héctor Faubel      | Mika Kallio      | Daniel Pedrosa   |
| 2006 | 29 października 2006 | Héctor Faubel      | Alex de Angelis  | Troy Bayliss     |
| 2005 | 6 listopada 2005     | Mika Kallio        | Daniel Pedrosa   | Marco Melandri   |
| 2004 | 31 października 2004 | Héctor Barberá     | Daniel Pedrosa   | Valentino Rossi  |
| 2003 | 31 października 2003 | Casey Stoner       | Randy de Puniet  | Valentino Rossi  |
| 2002 | 3 listopada 2002     | Daniel Pedrosa     | Marco Melandri   | Alex Barros      |
| 2001 | 23 września 2001     | Manuel Poggiali    | Daijiro Kato     | Sete Gibernau    |
| 2000 | 15 września 2000     | Roberto Locatelli  | Shinya Nakano    | Garry McCoy      |
| 1999 | 17 września 1999     | Gianluigi Scalvini | Tohru Ukawa      | Régis Laconi     |